# Arizona Cardinals 2020
La stagione 2020 degli Arizona Cardinals è stata la 101ª della franchigia nella National Football League, la 33ª nello stato dell'Arizona e la seconda con Kliff Kingsbury come capo-allenatore. La squadra migliorò il record di 5–10–1 della stagione precedente; tuttavia, ebbe un record parziale di 2–5 dopo avere iniziato la stagione sul 6–3, mancando i playoff per il quinto anno consecutivo. I Cardinals finirono alla pari con i Chicago Bears per l'ultima wild card, ma persero il tiebreaker in base ai risultati contro gli avversari comuni.

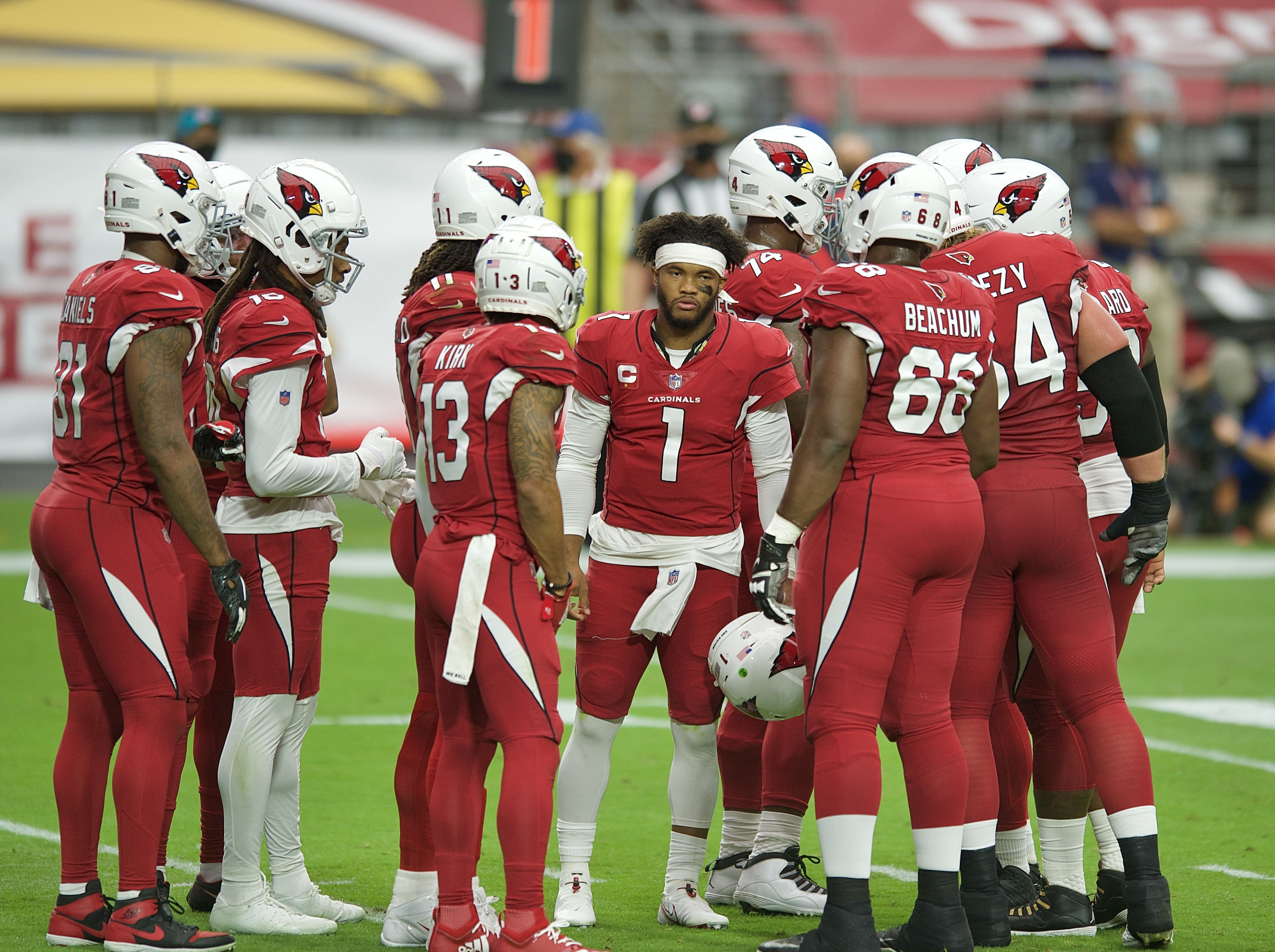
L'attacco dei Cardinals nella settimana 2

## Scelte nel Draft 2020
| Scelte dei Cardinals nel Draft 2020 |        |                  |       |               |
| Giro                                | Scelta | Giocatore        | Ruolo | College       |
| 1                                   | 8      | Isaiah Simmons   | OLB   | Clemson       |
| 3                                   | 72     | Josh Jones       | OT    | Houston       |
| 4                                   | 114    | Leki Fotu        | DT    | Utah          |
| 4                                   | 131    | Rashard Lawrence | DT    | LSU           |
| 6                                   | 202    | Evan Weaver      | LB    | California    |
| 7                                   | 222    | Eno Benjamin     | RB    | Arizona State |

## Staff
| Staff degli Arizona Cardinals nel 2020 |
| --- |
| Organi dirigenziali - Proprietario – Famiglia Bidwill - Chairman/Presidente – Michael Bidwill - General manager – Steve Keim - Direttore del personale dei giocatori – Quentin Harris - Assistente del direttore del personale dei giocatori – Dru Grigson - Vice presidente presidente del personale dei giocatori – Terry McDonough - Direttore degli osservatori del college – Chris Culmer - Direttore degli osservatori professionistici – Adrian Wilson - Direttore dell'amministrazione del football – Matt Harriss - Direttore delle operazioni del football – Matt Caracciolo Capo allenatore - Capo-allenatore – Kliff Kingsbury - Assistente c.a./Coordinatore special team – Jeff Rodgers Altri allenatori - Preparatore atletico – Buddy Morris - Assistente p.a. – Mark Naylor Allenatori dell'attacco - Coordinatore offensivo/Quarterback – Tom Clements - Running back – James Saxon - Wide receiver – David Raih - Assistente wide receiver – Spencer Whipple - Tight end – Steve Heiden - Offensive line – Sean Kugler - Assistente offensive line – Brian Natkin - Assistente attacco/assistente quarterback – Cameron Turner - Assistente – Jerry Sullivan - Assistente – Don Shumpert - Controllo qualità – Jim Dray - Bill Bidwill Coaching Fellowship/assistente quarterback – Jordan Hogan Allenatori della difesa - Coordinatore difensivo – Vance Joseph - Defensive line – Brentson Buckner - Linebacker – Billy Davis - Outside linebacker – Charlie Bullen - Defensive back – Marcus Robertson - Cornerback – Greg Williams - Assistente – Rusty McKinney - Controllo qualità – Rob Grosso Allenatori dello special team - Assistente special team – Derius Swinton |

## Roster
| Roster degli Arizona Cardinals nel 2020 |
| --- |
| Quarterback - 7 Brett Hundley - 1 Kyler Murray - 15 Chris Streveler Running Back - 26 Eno Benjamin - 41 Kenyan Drake - 29 Chase Edmonds Wide Receiver - 11 Larry Fitzgerald - 10 DeAndre Hopkins - 17 Andy Isabella - 13 Christian Kirk - 16 Trent Sherfield Tight End - 85 Dan Arnold - 81 Darrell Daniels - 87 Maxx Williams Offensive Linemen - 68 Kelvin Beachum T - 52 Mason Cole C - 53 Lamont Gaillard C - 73 Max Garcia G - 74 D.J. Humphries T - 79 Josh Jones T - 66 Joshua Miles T - 71 Justin Murray T - 67 Justin Pugh G - 64 J.R. Sweezy G Defensive Linemen - 94 Zach Allen DE - 96 Angelo Blackson DE - 95 Leki Fotu DE - 92 Rashard Lawrence NT - 98 Corey Peters NT - 97 Jordan Phillips DE Linebacker - 59 De'Vondre Campbell ILB - 49 Kylie Fitts OLB - 45 Dennis Gardeck OLB - 58 Jordan Hicks ILB - 55 Chandler Jones OLB - 42 Devon Kennard OLB - 43 Haason Reddick OLB - 48 Isaiah Simmons ILB - 47 Zeke Turner ILB - 51 Tanner Vallejo ILB Defensive Back - 32 Budda Baker FS - 31 Chris Banjo SS - 20 Dre Kirkpatrick CB - 33 Byron Murphy CB - 27 Kevin Peterson CB - 21 Patrick Peterson CB - 22 Deionte Thompson FS - 34 Jalen Thompson SS - 28 Charles Washington SS Special Team - 46 Aaron Brewer LS - 5 Zane Gonzalez K - 4 Andy Lee P Lista delle riserve - 23 Robert Alford CB (IR) - 76 Marcus Gilbert T (Opt-out) - 19 KeeSean Johnson WR (COVID-19) - 78 Brett Toth T (IR) Squadra di allenamento - 44 Kentrell Brice S - 90 Jonathan Bullard DE - 93 Trevon Coley DE - 91 Michael Dogbe DE - 37 D.J. Foster RB - 25 Chris Jones CB - 9 Richie Leone P - 60 Koda Martin G - 84 Andre Patton WR - 83 A.J. Richardson WR - 80 Jordan Thomas TE - 56 Reggie Walker OLB - 14 JoJo Ward WR - 38 Jonathan Ward RB - 50 Evan Weaver ILB - 39 Jace Whittaker CB 53 attivi, 4 inattivi, 16 nella squadra di allenamento |
| Legenda - I rookie sono in corsivo. - Il primo ruolo è il principale mentre gli eventuali successivi indicano i ruoli secondari. - (IR) sta per Injured Reserve ed indica la lista ristretta per un solo giocatore infortunato che può tornare ad allenarsi dopo la settimana 6 e a rientrare in prima squadra dopo che questa ha giocato 8 partite. - (NF-Inj.) / (NF-Ill.) stanno rispettivamente per Non-Football Injured e Non-Football Illness ed indicano le liste dove viene inserito un giocatore che ha un infortunio o una malattia non dipendente dal football americano. - (PUP) sta per Physically Unable to Perform ed indica la lista dove viene inserito un giocatore mentre è in attesa di recuperare la condizione fisica. Nella stagione regolare dopo la sesta partita giocata dalla propria squadra, il giocatore ha tempo tre settimane per riprendere ad allenarsi, più tre settimane aggiuntive dal suo rientro agli allenamenti per rientrare in prima squadra. |

## Calendario

### Pre-stagione
Il calendario della fase pre-stagionale è stato annunciato il 7 maggio 2020. Tuttavia, il 27 luglio 2020, il commissioner della NFL Roger Goodell ha annunciato la cancellazione totale della pre-stagione, a causa della pandemia di Covid-19.

### Stagione regolare
| Stagione regolare | Stagione regolare  | Stagione regolare        | Stagione regolare  | Stagione regolare  | Stagione regolare       | Stagione regolare  |
| Turno             | Data               | Avversario               | Risultato          | Record             | Stadio                  | Sintesi            |
| ----------------- | ------------------ | ------------------------ | ------------------ | ------------------ | ----------------------- | ------------------ |
| 1                 | 13 settembre       | at San Francisco 49ers   | V 24–20            | 1–0                | Levi's Stadium          | Recap              |
| 2                 | 20 settembre       | Washington Football Team | V 30–15            | 2–0                | State Farm Stadium      | Recap              |
| 3                 | 27 settembre       | Detroit Lions            | S 23–26            | 2–1                | State Farm Stadium      | Recap              |
| 4                 | 4 ottobre          | at Carolina Panthers     | S 21–31            | 2–2                | Bank of America Stadium | Recap              |
| 5                 | 11 ottobre         | at New York Jets         | V 30–10            | 3–2                | MetLife Stadium         | Recap              |
| 6                 | 19 ottobre         | at Dallas Cowboys        | V 38–10            | 4–2                | AT&T Stadium            | Recap              |
| 7                 | 25 ottobre         | Seattle Seahawks         | V 37–34 (dts)      | 5–2                | State Farm Stadium      | Recap              |
| 8                 | Settimana di pausa | Settimana di pausa       | Settimana di pausa | Settimana di pausa | Settimana di pausa      | Settimana di pausa |
| 9                 | 8 novembre         | Miami Dolphins           | S 31–34            | 5–3                | State Farm Stadium      | Recap              |
| 10                | 15 novembre        | Buffalo Bills            | V 32–30            | 6–3                | State Farm Stadium      | Recap              |
| 11                | 19 novembre        | at Seattle Seahawks      | S 21–28            | 6–4                | Lumen Field             | Recap              |
| 12                | 29 novembre        | at New England Patriots  | S 17–20            | 6–5                | Gillette Stadium        | Recap              |
| 13                | 6 dicembre         | Los Angeles Rams         | S 28–38            | 6–6                | State Farm Stadium      | Recap              |
| 14                | 13 dicembre        | at New York Giants       | V 26–7             | 7–6                | MetLife Stadium         | Recap              |
| 15                | 20 dicembre        | Philadelphia Eagles      | V 33–26            | 8–6                | State Farm Stadium      | Recap              |
| 16                | 26 dicembre        | San Francisco 49ers      | S 12–20            | 8–7                | State Farm Stadium      | Recap              |
| 17                | 3 gennaio          | at Los Angeles Rams      | S 7–18             | 8–8                | SoFi Stadium            | Recap              |

Note
- gli avversari della propria division sono in grassetto.

## Premi

### Premi settimanali e mensili
- Kyler Murray:

giocatore offensivo della NFC della settimana 5
giocatore offensivo della NFC della settimana 7
giocatore offensivo della NFC della settimana 15
- Budda Baker:

difensore della NFC della settimana 6
difensore della NFC del mese di ottobre
- DeAndre Hopkins:

giocatore offensivo della NFC della settimana 10
- Haason Reddick:

difensore della NFC della settimana 14